# Família De Zan
De Zan é um sobrenome de origem germânica com posterior consolidação na Itália medieval, especialmente na região do Vêneto e na cidade de Treviso, onde a linhagem teve forte presença. Posteriormente, com a imigração italiana nos séculos XIX e XX, a família se estabeleceu também na América do Sul, com descendentes no Brasil e na Argentina.

## Origem germânica
O sobrenome tem origem na família nobre alemã von Sayn, do antigo Sacro Império Romano-Germânico. Por volta de 1154, Iohannes von Sayn teria acompanhado o imperador Frederico I Barbarossa até a Itália, estabelecendo-se na região da Toscana. Ali, o nome "Sayn" teria sido adaptado à pronúncia local para "di San", depois "di Zan", originando o sobrenome italiano De Zan como uma forma de identificação de linhagem.

## Estabelecimento na Itália

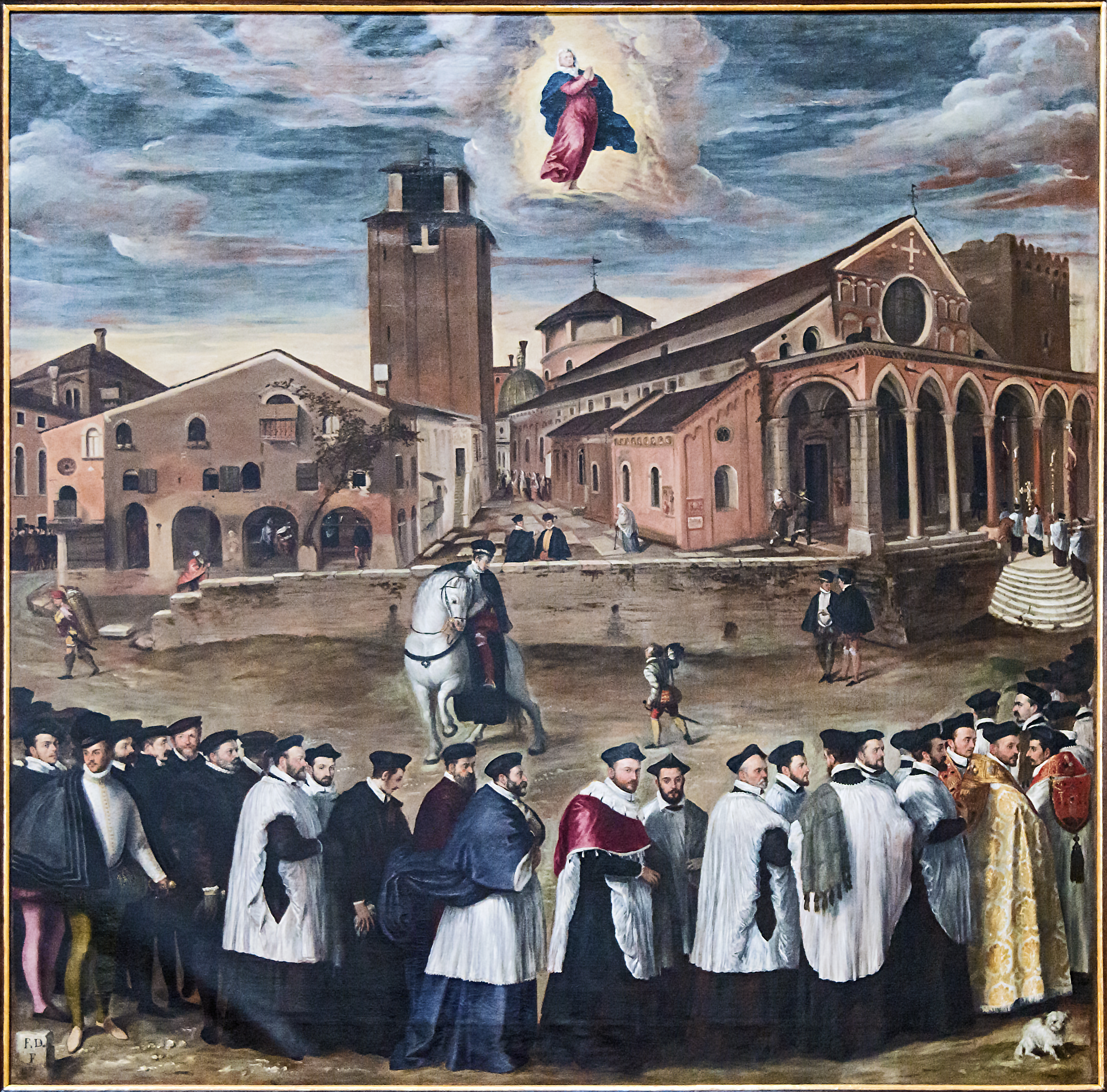
Interior da Catedral de Treviso, refletindo a importância histórica da cidade no Vêneto.

Desde os séculos posteriores, os De Zan fixaram-se principalmente na região do Vêneto, com forte presença em Treviso. Também houve presença moderada em Veneza, onde atuaram em áreas como comércio, agricultura e cultura local. As ramificações estenderam-se ao Friuli-Venezia Giulia, Emília-Romanha e Toscana. Com o tempo surgiram variações como Zani, Zanotto, Zanetti e outros derivados da forma original "Zan".

## Imigração para o Brasil

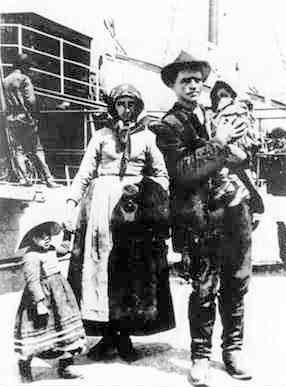
Emigrantes italianos desembarcando no Brasil no início do século XX, representativos do fluxo de italianos para o Espírito Santo e outras regiões.

No contexto da migração italiana entre 1880 e 1920, vários membros da família De Zan emigraram para o Brasil, especialmente para estados como Espírito Santo, São Paulo e Minas Gerais. Esse processo ocorreu durante o grande fluxo migratório europeu rumo à América do Sul, levando ao estabelecimento de colônias de imigrantes ítalo-brasileiros.

## Situação atual
Atualmente, descendentes da família De Zan estão presentes, de forma significativa, no Vêneto, especialmente em Treviso, e em menor quantidade em Veneza. Na América do Sul, há ramos familiares no Brasil e na Argentina, com continuidade cultural e histórica vinculada às tradições ítalo‑brasileiras e ítalo‑argentinas.
A família continua contribuindo em áreas como agricultura, comércio, política local, associações culturais e preservação de vínculos com a herança italiana.

## Variações do sobrenome
As formas mais comuns incluem:
- De Zan
- Zan
- Zani
- Zanetto
- Zanotto
- Zanetti
- De Zani